# Orígenes de la guerra civil estadounidense
Los orígenes de la Guerra de Secesión se encuentran en los complejos problemas de esclavitud, partidos políticos y políticas de la era anterior a la guerra. Así como la expansión territorial forzó a los Estados Unidos a confrontar la pregunta sobre que nuevas áreas de asentamiento serían esclavizadas o libres, aunada a la disminución del poder de los tratantes de esclavos en la política del país y el desarrollo de economías y sociedades divergentes entre el Norte y el Sur, los temas divisionalistas del secesionismo catapultaron a la nación hacia la Guerra de Secesión (1861-1865)

## Sucesos que condujeron a la Guerra de Secesión
En los comienzos de la Guerra de Secesión, los Estados Unidos eran una nación dividida en cuatro regiones distintas: el Noreste, con una economía industrial y comercial creciente además de una población en aumento; el Noroeste que era una región de rápida expansión para granjeros libres; los Estados Sureños, con un sistema de plantaciones asentadas y (en algunas áreas), fortunas en declive; y el Suroeste, una región fronteriza con una economía basada en el algodón en plena expansión.
Los cambios económicos y sociales a través de todas las regiones geográficas de la nación—basados en el trabajo de gente libre en el Noreste y Noroeste y en el trabajo de esclavos del Sureste y Suroeste—bajo distintas versiones de la sociedad que emergió a mediados del siglo XIX en el norte y el sur. Pero las tensiones seccionales de las décadas de 1840 y 1850 cambiarían en naturaleza e intensidad.
Con la aparición en los Estados Unidos del Partido Republicano como el mayor partido político de la nación a mediados de la década de 1850, los políticos se encontraron ante un escenario en el cual el conflicto secesional sobre la expansión de la esclavitud en el oeste ya se había definido. La adquisición de nuevas tierras en la década de 1840 catapultó a la nación hacia una guerra civil.
Antes de la Guerra de Secesión, la Constitución de los Estados Unidos proveyó las bases para definir los términos en los cuales el debate sobre el futuro del país se llevaría a cabo, y había sido capaz de regular los conflictos de intereses y de visiones para la nueva y rápida expansión del país. Pero muchos otros factores habían cambiado desde 1820 hasta 1860 que llevaría a la guerra civil en lugar de los caballerosos compromisos de El Compromiso de Misuri o el Compromiso de 1850, incluyendo el alzamiento de una democracia masiva en el norte, la caída del viejo sistema bipartidista, y las crecientes ideologías secesionalistas de carácter hostil y virulento.
A través de la agencia del Partido Republicano (impulsada por el pánico de 1857 y sus astutos políticos radicales y activistas), el industrializado norte se encaminó hacia el trabajo industrial capitalista, y la resolución del conflicto secesional —que culminó en la Guerra de Secesión— fue quizás la principal revolución social, una línea divisoria de las aguas de la creciente sociedad moderna industrial en los Estados Unidos.
La aguda depresión económica y las divisiones de clases en una sociedad decadente, iniciaron ambas una confrontación secesional y una revolución económica. En otras palabras, la realineación de las hendiduras y la cooperación entre regiones geográficas, clases sociales y afiliaciones partidistas en la política entre la depresión de 1857 y la elección de 1860 llevaron a la elección de un presidente tan objetable para los intereses de los esclavistas sureños que podría disparar la secesión sureña, y consecuentemente una guerra para salvar la integridad de la Unión.

## Divergencias culturales y el levantamiento de la antiesclavitud

### El levantamiento del abolicionismo

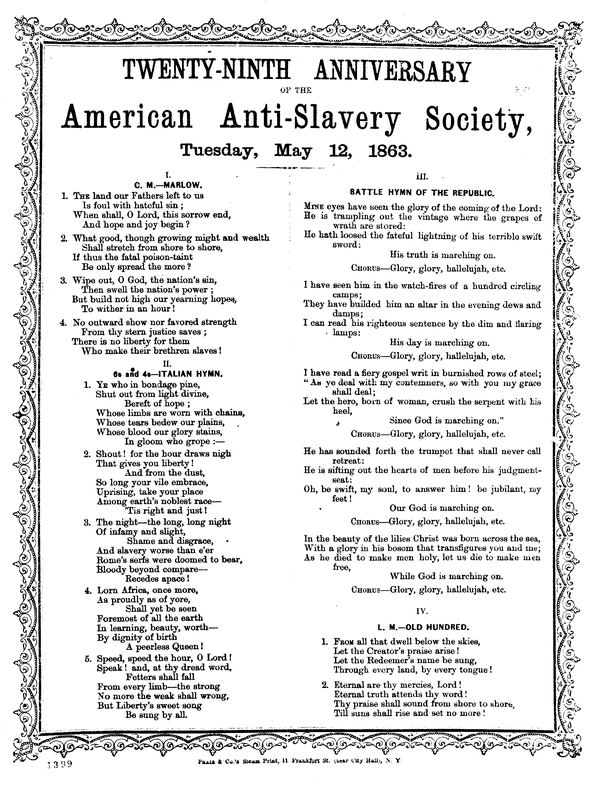
Plataforma de la Sociedad Americana Antiesclavitud, fundada en 1833 por William Lloyd Garrison y Arthur Tappan.

El movimiento antiesclavismo de las décadas de 1830 y 1840 no hubiese emergido sin la transformación de la sociedad norteña. La era vio cambios rígidos en la vida americana, los cuales ya se encontraban en movimiento en etapas prematuras del desarrollo industrial y la urbanización.